# Twice Rescued (film 1913)
Twice Rescued è un cortometraggio muto del 1913 diretto da Ashley Miller.

## Produzione
Il film fu prodotto dalla Edison Company.

## Distribuzione
Distribuito dalla General Film Company, il film - un cortometraggio in una bobina - uscì nelle sale cinematografiche degli Stati Uniti il 18 ottobre 1913.